# Tremella foliacea
Espèce
Tremella foliacea est une espèce de champignons de la famille des Tremellaceae

## Liste des variétés
Selon MycoBank (19 janvier 2023) :
- Tremella foliacea var. communis Alb. & Schwein., 1805
- Tremella foliacea var. ferruginea (Sm.) Kobayasi, 1939
- Tremella foliacea var. fimbriata (Pers.) S.Lundell, 1941
- Tremella foliacea var. foliacea
- Tremella foliacea var. pseudofoliacea (Rea) Kobayasi, 1939
- Tremella foliacea var. succinea (Pers.) Neuhoff, 1931
- Tremella foliacea var. violascens Alb. & Schwein., 1805

## Systématique
Le nom correct complet (avec auteur) de ce taxon est Tremella foliacea Pers., 1800.
Tremella foliacea a pour synonymes :
- Cryptococcus skinneri Phaff & Carmo Souza, 1962
- Exidia foliacea (Pers.) P. Karst., 1889
- Exidia saccharina var. foliacea (Pers.) Pat., 1900
- Gyraria foliacea (Pers.) Gray, 1821
- Naematelia foliacea (Pers.) Bonord., 1864
- Tremella foliacea var. ferruginea (Sm.) Kobayasi, 1939
- Tremella foliacea Pers., 1800
- Tremella neofoliacea Chee J. Chen, 1998
- Ulocolla foliacea (Pers.) Bref., 1888